# Lenguas nilo-saharianas
Las lenguas nilo-saharianas son una familia o macrofamilia de lenguas de África, hablada en el África centro-oriental, principalmente en el sahel y las cuencas del alto río Nilo (Sudán) y el Chari (Chad). Fue definida por el lingüista Joseph Greenberg en 1963. Es una familia en la que existen importantes divergencias entre los subgrupos que la forman, razón por la cual para algunos la familia necesita ser más investigada para establecer más firmemente el parentesco, mientras que los nilo-saharianistas consideran que la divergencia se debe a que la familia podría tener una antigüedad de entre diez mil o doce mil años. 
En 1987 hablaban lenguas nilo-saharianas unos 11 millones de personas aproximadamente, de acuerdo con la estimación de Merritt Ruhlen. Las estimaciones de Bender para 2004 sumaban 31 millones de hablantes. El número exacto de lenguas nilo-saharianas no se conoce con precisión, aunque L. Bender, señala que el criterio de inteligibilidad mutua conduce a un mínimo de 120 lenguas, y ofrece una clasificación de la familia sobre datos léxicos de 115 lenguas diferentes, mientras que Ethnologue lista 205 variedades diferentes, algunas de las cuales claramente son mutuamente inteligibles y, por tanto, pueden considerarse la misma lengua.
Se caracterizan principalmente por tener un número gramatical trial singular-colectivo-plural, con excepción del gumuz.

## Clasificación
Las lenguas nilo-saharianas constituyen la última de las macrofamilias identificadas, excluyendo otras familias más controvertidas que no son aceptadas por la mayoría de lingüistas históricos. Así, hasta 1955 ningún autor había propuesto o sugerido que lo que hoy se denomina familia nilo-saharianas formara una unidad filogenética demostrable, dada la diversidad lingüística que presentan estas lenguas. Greenberg (1955, 1963) propuso la familia sobre la base de algunas comparaciones léxicas, aunque el primer trabajo monográfico dedicado a la comparación de estas lenguas es el de Schadeberg (1981).
La mejora de la descripción gramatical de los diversos grupos ha hecho que la hipótesis nilosahariana sea más ampliamente aceptada que la propuesta original de Greenberg. Sin embargo, la mejora de la evidencia no parece haberse dado para los grupos songhay, komano y gumuz:

very few of the more widespread nominal and verbal morphological markers of Nilo-Saharan are attested in the Coman languages plus Gumuz ... Their genetic status remains debatable, mainly due to lack of more extensive data [...] In summarizing the current state of knowledge, ... the following language families or phyla can be identified — ... Mande, Songhai, Ubangian, Kadu, and the Coman languages plus Gumuz.
Dimenthal, 2008, p. 843-4 

### Clasificación interna
La primera clasificación interna fue propuesta por Joseph Greenberg (1955, 1963, 1971). El esquema original de fue modificado Lionel Bender (1976, 1989) y adoptado por Ethnologue.

### Clasificación de L. M. Bender yEthnologue
La relación entre los grupos nilo-saharianos según una clasificación posterior de Lionel Bender (2000) divide a estas lenguas en 12 ramas o grupos, cuyas relaciones internas son difíciles de precisar. 
A. Songay
B. Sahariano
C. Maba
D. Fur (For)
E. Sudánico oriental
F. Sudánico central
G. Berta
H. Kunama
I. Komano
J. Gumuz
K. Kuliak
L. Kadu
Greenberg conjeturó que las familias E, F, G y H formaban una agrupación válida que llamó Chari-Nilo, aunque la evidencia examinada por otros autores posteriores no respaldó la hipótesis de Greenberg. Bender opta por un diagrama clasificatorio sin precisar las relaciones internas en algunos de los nodos:

|                | A (Songay) |
|                | |
|                | B (Sahariano) |
|                | |
|                | K (Kuliak) |
|                | |
| NS típico      | \| \| C (Maba) \| \| \| \| \| \| D (Fur) \| \| \| \| \| \| F (Sudánico central) \| \| \| \| \| \| G (Berta) \| \| \| \| \| \| H (Kunama) \| \| \| \| \| NS prototípico \| E, I, J, L \| \| \| E, I, J, L \| |
|                | \| \| C (Maba) \| \| \| \| \| \| D (Fur) \| \| \| \| \| \| F (Sudánico central) \| \| \| \| \| \| G (Berta) \| \| \| \| \| \| H (Kunama) \| \| \| \| \| NS prototípico \| E, I, J, L \| \| \| E, I, J, L \| |
|                | C (Maba) |
|                | |
|                | D (Fur) |
|                | |
|                | F (Sudánico central) |
|                | |
|                | G (Berta) |
|                | |
|                | H (Kunama) |
|                | |
| NS prototípico | E, I, J, L |
|                | E, I, J, L |

|                | C (Maba)             |
|                |                      |
|                | D (Fur)              |
|                |                      |
|                | F (Sudánico central) |
|                |                      |
|                | G (Berta)            |
|                |                      |
|                | H (Kunama)           |
|                |                      |
| NS prototípico | E, I, J, L           |
|                | E, I, J, L           |

La clasificación de Ethnologue presenta algunas diferencias con la clasificación anterior por ejemplo postula un grupo komuz (komano y gumuz), que no es aceptado universalmente. Además, siguiendo el criterio de Anbessa Tefera y Peter Unseth, considera el shabo como parte de las lenguas nilo-saharianas, pero sin especificar a qué rama pertenece. La lengua es a veces considerada como aislada.
Algunos lingüistas, incluyendo a Roger Blench, consideran las lenguas kadu (también llamadas lenguas kadugli o "tumtum") parte de esta familia, mientras que otros, incluyendo a Greenberg y Ehret, las clasifican como lenguas cordofanas.

### Lenguas de la familia
Siguiendo la clasificación de Lionel Bender (2000), los grupos nilo-saharianos y las principales lenguas (mostradas en letra cursiva) son las siguientes:
- Songhay: Grupo localizado al interior del África occidental especialmente en Mali, más extendido durante el Imperio songhay. Su inclusión como nilo-sahariano es objeto de controversia.
  - zarma, idioma con 2,4 millones de hablantes en Níger.
- Sahariano: Típico del Sahara central.
  - kanuri, más de 4 millones y 5 dialectos en varios países de la región del lago Chad.
- Kuliak: 3 lenguas en las montañas al noreste de Uganda. A veces se sitúa este grupo dentro de las lenguas sudánicas orientales.
- Nilo-sahariano satélite
  - berta, en zonas límite entre Sudán y Etiopía.
  - kunama, en zonas límite entre Eritrea y Etiopía.
  - Maba: En una pequeña región entre Chad, Sudán y Centroáfrica.
  - Fur: En Darfur (Sudán) y Chad.
    - fur, con 3 millones en Darfur.
    - amdang, en Chad y Sudán.

  - Sudánico central: Al interior del África central.
    - Bongo-Kresh (u occidental): 43 lenguas en Chad, Sudán y Centroáfrica.
    - Lendu-Mangbetu (u oriental): 22 lenguas mayormente en el Congo e incluyendo algunos pueblos pigmeos mbuti.

  - Nilo-sahariano nuclear
    - gumuz, en Etiopía y Sudán, idioma a veces relacionado con las lenguas komanas.
    - Komano: 5 lenguas en zonas límite entre Etiopía y Sudán.
    - Kadu, kadugli-krongo o tumtum: 6 lenguas de los montes Nuba en Kordofán (Sudán).
    - Sudánico oriental
      - Nubio: Sur de Egipto y Sudán.
      - Nilótico: Al interior del África Oriental.
        - luo, 8,5 millones en Kenia, Uganda y Tanzania.
        - kalenjin, 4 millones y varios dialectos en la Provincia del Valle del Rift (Kenia).
        - dinka, cerca de 2 millones en los dinka, en Sudán del Sur.
        - lango, 1,4 millones en los langi, hacia el centro de Uganda.
        - masai, 880.000 en los masái, en Kenia y Tanzania.
        - nuer, 800.000 en los nuer, en Sudán del Sur.
        - shilluk, 1,5 millones en los shilluk, en Sudán del Sur.
        - acholi, 1.2 millones en los acholi, al norte de Uganda.

Las lenguas nilo-saharianas demográficamente más importantes son:
Dholuo (4,184,000, Kenia)
Kanuri, Central (3,240,500, Nigeria)
Zarma (2,440,100, Niger)
Kipsigis (1,916,000, Kenia)
Teso (1,909,000, Uganda)
Lugbara (1,637,000, Uganda)
Lango (1,490,000, Uganda)
Alur (1,367,000, República Democrática del Congo)
Maasai (1,297,000, Kenia)
Acholi (1,197,000, Uganda)

### Relaciones con otras lenguas
El primer autor que relacionó seriamente algunas de las lenguas nilo-saharianas con las lenguas nigero-congoleñas fue Westerman (1911) que introdujo el grupo sudánico (Sudansprache) y que incluía tanto a las lenguas nilóticas como a buena parte del grupo nigero-congoleño, sin embargo, en publicaciones posteriores el propio Westermann abandonó la propuesta. Antes de la amplia aceptación de la propuesta de Greenberg de un grupo nilo-sahariano, algunos autores propusieron relaciones entre algunas lenguas nilo-saharianas y la familia nígero-congoleña, sin que ninguna de esas propuestas ganara aceptación general. Posteriormente a la aceptación de las lenguas nilo-saharianas (aunque esta aceptación no ha sido universal), se propusieron otras macrofamilias más amplias:
- La propuesta congo-sahariana relaciona las lenguas nilo-saharianas con las nigero-congoleñas (Gregersen, 1972).[7]
- Otra propuesta más actual (Blench, 1995-2006) plantea la macrofamilia nigerosahariana, en donde Níger-Congo es simplemente una rama de Nilo-Sahara relacionada con el Sudánico central.[8][9]

Sin embargo estas teorías aún son vistas con reservas por la mayoría de lingüistas.

## Características comunes
Las lenguas nilo-saharianas en conjunto son muy distantes entre sí, es uno de los grupos de lenguas más diversificado (dejando a un lado las propuestas, más controvertidas). De hecho resulta difícil reconstruir características comunes, e incluso algunos autores se muestran escépticos sobre el hecho de que las lenguas nilo-sahariana formen una unidad filogenética válida, y en su lugar dividen a estas lenguas en varias familias dentro de las cuales el parentesco es más fácilmente demostrable, dejando como una conjetura posible la unidad de todas las lenguas nilo-saharianas. 
Sin embargo se han establecido relaciones parciales a nivel tonal, de armonía vocálica, orden oracional, morfología, conjugación, género y número.

### Fonología
Dada la amplia dispersión geográfica, se ha desarrollado una importante diversificación de los sistemas consonánticos ejercida por influencia de lenguas vecinas pero no relacionadas tales como lenguas afroasiáticas, adamawa-ubangi 
y bantúes.

#### Reconstrucción de Bender
Bender reconstruye el siguiente sistema consonántico para el proto-nilo-sahariano:
|                |                | Labial | Labial | Coronal | Coronal | Palatal | Palatal | Velar   | Velar   |
| -------------- | -------------- | ------ | ------ | ------- | ------- | ------- | ------- | ------- | ------- |
| oclusiva       | sorda          |        |        | *t, *t2 | *t, *t2 |         |         | *k, *kʰ | *k, *kʰ |
| oclusiva       | sonora         | *b     | *b     | *d, *d2 | *d, *d2 | *ɟ      | *ɟ      | *g      | *g      |
| fricativa      | fricativa      | *f     | *f     | *s      | *s      |         |         |         |         |
| líquida        | líquida        |        |        | *r, *l  | *r, *l  | *r2     | *r2     |         |         |
| nasal          | nasal          | *m     | *m     | *n      | *n      |         |         | *ŋ      | *ŋ      |
| semiconsonante | semiconsonante | *w     | *w     |         |         | *j      | *j      |         |         |

Los fonemas /*d2, *t2/ corresponden a oclusivas coronales, cuyo detalle fonético es difícil de precisar, aunque su distintividad fonémica de /*d, *t/ parece bien fundamentada a partir de las correspondencias fonéticas (otro autor, C. Ehret, reconstruye para el área coronal también los sonidos [d̪], [ḍ] y [t̪], [ṭ] que podrían dar una pista del detalle fonético de /*d2, *t2/, ver más adelante)
Bender propone una lista de unos 350 cognados y discute ampliamente la agrupación y el sistema fonológico de Ch. Ehret. Blench (2000) "The classification of Nilo-Saharan", p. 299 (enlace roto disponible en Internet Archive; véase el historial, la primera versión y la última). compara este sistema reconstruido con el de Ehret, argumentando que este último es más inseguro y se basa en datos más difíciles de referenciar, haciendo conjeturas un tanto más arriesgadas. Así, por ejemplo, Bender señala que existe un conjunto de fonemas que incluyen implosivos /*ɓ, *ɗ, *ʄ, *ɠ/, eyectivos /*pʼ, *tʼ, (*sʼ), *cʼ, *kʼ/ así como las prenasales /*mb, *nd, (*nt), *ñɟ, *ŋg/ que solo parecen reconstructibles para la protolengua que dio lugar al núcleo (E, I, J, L) y el grupo satélite (C, D, F, G, H), pero no para el proto-nilo-sahariano, aunque no están muy claras las innovaciones que llegaron a darse para que este grupo desarrollara esos fonemas.

#### Reconstrucción de Ehret
Ehret es otro especialista que usando una metodología un poco más imprecisa y sobre una base maximalista en cuanto al número de fonemas posibles atribuibles al proto-nilo-sahariano y conjeturando un número mayor de posibles protoformas llega a un sistema radicalmente diferente de fonemas para la protolengua:
|             |           | Labial | Dental | Alveol. | Retrof. | Palatal | Velar | Glotal |
| ----------- | --------- | ------ | ------ | ------- | ------- | ------- | ----- | ------ |
| oclusiva    | implosiva | *ɓ     |        | *ɗ      | *ɗ      |         | *ɠ    |        |
| oclusiva    | sonora    | *b     | *d̪     | *d      | *ḍ      |         | *g    |        |
| oclusiva    | sorda     | *p     | *t̪     | *t      | *ṭ      |         | *k    |        |
| oclusiva    | aspirada  | *pʰ    | *t̪ʰ    | *tʰ     | *ṭʰ     |         | *kʰ   |        |
| oclusiva    | eyectiva  | *pʼ    | *t̪̕     | *tʼ     | *ṭ̕      |         | *kʼ   |        |
| fricativa   | fricativa |        | *θ     | *s, *z  | *ṣ      |         |       |        |
| nasal       | simple    | *m     |        | *n      |         | *ɲ      | *ŋ    |        |
| nasal       | prenasal  | *ⁿb    | *ⁿð    | *ⁿd     | *ⁿḍ     |         | *ⁿg   |        |
| líquida     | líquida   |        | *l̪     | *r, *l  |         |         |       |        |
| aproximante | simple    | *w     |        |         |         | *j      |       |        |
| aproximante | no-simple | *ʼw    |        |         |         | *ʼj     |       | *h     |

Este sistema maximalista ha sido criticado por Bender y Blench, que sostienen que las correspondencias en las que se basa Ehret para reconstruir este sistema son inseguras, y por tanto algunos de los sonidos de la tabla anterior serían variantes posicionales de un número más reducido de fonemas, o innovaciones que solo se dieron en algunas ramas. Además Ehret propone una lista de unos 1600 cognados para sostener estas correspondencias, que si bien es un trabajo de recopilación considerable, podría contener cognados y correspondencias parciales que no necesariamente se remontarían al proto-nilo-sahariano, sino solo a algunas de las ramas intermedias. Otra crítica al trabajo de Ehret es que no cita extensamente la procedencia de todos sus datos, y ocasionalmente prefiere diccionarios y gramáticas más antiguas y menos actualizadas, aun cuando existan buenos materiales más modernos.
Ehret además considera que hipotético el proto-nilo-sahariano es una lengua tonal y reconstruye tres tonos, Bender considera que aunque no se puede descartar que el proto-nilo-sahariano fuera una lengua tonal la evidencia de las lenguas actuales es demasiado irregular y complicada para atreverse a reconstruir el sistema tonal o descartar su presencia.

#### Inventarios fonológicos
Bender (1997) proporciona los siguientes inventarios fonológicos para algunas de las lenguas nilo-saharianas mejor documentadas, para las subfamilias mejor conocidas (E, F) se proporciona el inventario de la protolengua ya que en esos casos es posible reconstruirla con bastante seguridad:
| Grupo                       | Lengua                      | labiales | labiales | labiales | labiales | labiales | labiales | coronales                                              | coronales                                              | coronales                                              | coronales                                              | coronales                                              | coronales                                              | coronales                                              | postalveolares/ palatales | postalveolares/ palatales | postalveolares/ palatales | postalveolares/ palatales | postalveolares/ palatales | postalveolares/ palatales | velar / postvelar | velar / postvelar | velar / postvelar | velar / postvelar | velar / postvelar | vocales                               | vocales                               | vocales                               | vocales                               | vocales                               | vocales                               | vocales                               | vocales                               |
| Grupo                       | Lengua                      | b, m, w  | b, m, w  | b, m, w  | b, m, w  | b, m, w  | b, m, w  | t, d, l, r, n, s                                       | t, d, l, r, n, s                                       | t, d, l, r, n, s                                       | t, d, l, r, n, s                                       | t, d, l, r, n, s                                       | t, d, l, r, n, s                                       | t, d, l, r, n, s                                       | y, ñ                      | y, ñ                      | y, ñ                      | y, ñ                      | y, ñ                      | y, ñ                      | k, g, ŋ           | k, g, ŋ           | k, g, ŋ           | k, g, ŋ           | k, g, ŋ           | i, e, a, o, u                         | i, e, a, o, u                         | i, e, a, o, u                         | i, e, a, o, u                         | i, e, a, o, u                         | i, e, a, o, u                         | i, e, a, o, u                         | i, e, a, o, u                         |
| Grupo                       | Lengua                      | p        | pʼ       | ɓ        | f        | v        | mb       | tʼ                                                     | ɗ                                                      | ṭ                                                      | ḍ                                                      | θ                                                      | z                                                      | nd                                                     | c                         | ɟ                         | cʼ                        | š                         | ž                         | ñɟ                        | kʼ                | ɠ                 | ŋg                | h                 | ʔ                 | ɪ                                     | ɛ                                     | ə                                     | ɔ                                     | ʊ                                     | ai                                    | au                                    | oi                                    |
| --------------------------- | --------------------------- | -------- | -------- | -------- | -------- | -------- | -------- | ------------------------------------------------------ | ------------------------------------------------------ | ------------------------------------------------------ | ------------------------------------------------------ | ------------------------------------------------------ | ------------------------------------------------------ | ------------------------------------------------------ | ------------------------- | ------------------------- | ------------------------- | ------------------------- | ------------------------- | ------------------------- | ----------------- | ----------------- | ----------------- | ----------------- | ----------------- | ------------------------------------- | ------------------------------------- | ------------------------------------- | ------------------------------------- | ------------------------------------- | ------------------------------------- | ------------------------------------- | ------------------------------------- |
| A. Songhai                  | (Gao)                       | (p)      |          |          | f        |          |          |                                                        |                                                        |                                                        |                                                        |                                                        | z                                                      |                                                        | ʤ                         | ɟ                         |                           | š                         | ž                         |                           | kp                | gb                | ŋm                | h                 |                   | ii, ee, aa, oo, uu                    | ii, ee, aa, oo, uu                    | ii, ee, aa, oo, uu                    | ii, ee, aa, oo, uu                    | ii, ee, aa, oo, uu                    | ii, ee, aa, oo, uu                    | ii, ee, aa, oo, uu                    | ii, ee, aa, oo, uu                    |
| A. Songhai                  | Dendi                       | (p)      |          |          | f        |          |          |                                                        |                                                        |                                                        |                                                        |                                                        | z                                                      |                                                        | č                         | ɟ                         |                           |                           |                           |                           |                   |                   | ŋm                | h                 |                   | ii, ee, ɛɛ, aa, ɔɔ, oo, uu            | ii, ee, ɛɛ, aa, ɔɔ, oo, uu            | ii, ee, ɛɛ, aa, ɔɔ, oo, uu            | ii, ee, ɛɛ, aa, ɔɔ, oo, uu            | ii, ee, ɛɛ, aa, ɔɔ, oo, uu            | ii, ee, ɛɛ, aa, ɔɔ, oo, uu            | ii, ee, ɛɛ, aa, ɔɔ, oo, uu            | ii, ee, ɛɛ, aa, ɔɔ, oo, uu            |
| A. Songhai                  | Zerma                       | (p)      |          |          | f        |          |          |                                                        |                                                        |                                                        |                                                        |                                                        | z                                                      |                                                        | č                         | ɟ                         |                           |                           |                           |                           |                   |                   |                   | h                 |                   | ii, ee, aa, ai?, au?, wa, waa, oo, uu | ii, ee, aa, ai?, au?, wa, waa, oo, uu | ii, ee, aa, ai?, au?, wa, waa, oo, uu | ii, ee, aa, ai?, au?, wa, waa, oo, uu | ii, ee, aa, ai?, au?, wa, waa, oo, uu | ii, ee, aa, ai?, au?, wa, waa, oo, uu | ii, ee, aa, ai?, au?, wa, waa, oo, uu | ii, ee, aa, ai?, au?, wa, waa, oo, uu |
| B. Sahariano                | Kanuri                      | (p)      |          |          | f        |          | mb       |                                                        |                                                        |                                                        |                                                        |                                                        | z                                                      |                                                        | (c)                       | (ɟ)                       |                           | (š)                       |                           |                           |                   |                   | ŋg                | h                 | (ʔ)               | ʌ                                     | ʌ                                     | ʌ                                     | ʌ                                     | ʌ                                     | ʌ                                     | ʌ                                     | ʌ                                     |
| B. Sahariano                | Teda                        | p        |          |          | f        |          |          |                                                        |                                                        |                                                        |                                                        |                                                        | z                                                      |                                                        | c                         | ɟ                         |                           | š                         |                           |                           |                   |                   |                   | (h)               |                   |                                       |                                       | ə                                     | ii, ü                                 | ii, ü                                 | ii, ü                                 | ii, ü                                 | ii, ü                                 |
| B. Sahariano                | Tubu                        | p        |          |          | f        |          |          |                                                        |                                                        |                                                        |                                                        | θ                                                      |                                                        |                                                        | c                         | ɟ                         |                           | š                         |                           |                           |                   |                   |                   | h                 | ʔ                 |                                       | ẹ, ɛ                                  | ə                                     | ọ                                     |                                       |                                       |                                       |                                       |
| B. Sahariano                | Zagawa                      | p        |          |          | f?       |          |          |                                                        |                                                        |                                                        |                                                        |                                                        | z                                                      |                                                        | c                         | ɟ                         |                           | š                         |                           |                           |                   |                   |                   | h                 | ʔ                 | ɪ?                                    | ɛ                                     |                                       | ɔ                                     | ʊ?                                    |                                       |                                       |                                       |
| C. Maba                     | Bora-Mabang                 | p        |          |          |          | v        | mb       |                                                        |                                                        | tr                                                     | dr                                                     |                                                        | z                                                      | nd                                                     | c                         | ɟ                         |                           | š                         |                           | ñɟ                        |                   |                   | ŋg                | x, h              |                   | ɪ                                     | ɛ                                     | ə                                     | ɔ                                     | ɚ, (ʌ)                                | ɚ, (ʌ)                                | ɚ, (ʌ)                                | ɚ, (ʌ)                                |
| C. Maba                     | Mesalit                     | (p)      |          | f        |          | v        | mb       |                                                        |                                                        |                                                        |                                                        |                                                        |                                                        | nd                                                     | c                         | ɟ                         |                           | š                         |                           | ñɟ                        |                   |                   | ŋg                | x~h               |                   |                                       | ɛ                                     |                                       | ɔ                                     | (ɚ), (ʌ?)                             | (ɚ), (ʌ?)                             | (ɚ), (ʌ?)                             | (ɚ), (ʌ?)                             |
| C. Maba                     | Aiki                        | p-f      |          | (ɓ)      |          |          | mb       |                                                        | (ɗ)                                                    |                                                        |                                                        | (θ)                                                    | (z)                                                    | nd                                                     | c                         | ɟ                         |                           | š                         |                           | ñɟ                        |                   |                   | ŋg                | h                 |                   | ii, ee, ɛɛ, aa, ɔɔ, oo, uu ai, ei, au | ii, ee, ɛɛ, aa, ɔɔ, oo, uu ai, ei, au | ii, ee, ɛɛ, aa, ɔɔ, oo, uu ai, ei, au | ii, ee, ɛɛ, aa, ɔɔ, oo, uu ai, ei, au | ii, ee, ɛɛ, aa, ɔɔ, oo, uu ai, ei, au | ii, ee, ɛɛ, aa, ɔɔ, oo, uu ai, ei, au | ii, ee, ɛɛ, aa, ɔɔ, oo, uu ai, ei, au | ii, ee, ɛɛ, aa, ɔɔ, oo, uu ai, ei, au |
| D. For                      | Fur                         | p~f      |          |          | f~p      |          |          |                                                        |                                                        |                                                        |                                                        |                                                        | (z)                                                    |                                                        |                           | ɟ                         |                           |                           |                           |                           |                   |                   |                   | h~ʔ               |                   | ii, aa, oo, uu, ai, ei, au            | ii, aa, oo, uu, ai, ei, au            | ii, aa, oo, uu, ai, ei, au            | ii, aa, oo, uu, ai, ei, au            | ii, aa, oo, uu, ai, ei, au            | ii, aa, oo, uu, ai, ei, au            | ii, aa, oo, uu, ai, ei, au            | ii, aa, oo, uu, ai, ei, au            |
| E. PROTO-SUDÁNICO- ORIENTAL | E. PROTO-SUDÁNICO- ORIENTAL | *p       |          | *f       |          |          |          | *t2 (=d/t) *d2 (=d/t) *l2 (=r/l) *l3 (=l/r) *l4 (=r~l) | *t2 (=d/t) *d2 (=d/t) *l2 (=r/l) *l3 (=l/r) *l4 (=r~l) | *t2 (=d/t) *d2 (=d/t) *l2 (=r/l) *l3 (=l/r) *l4 (=r~l) | *t2 (=d/t) *d2 (=d/t) *l2 (=r/l) *l3 (=l/r) *l4 (=r~l) | *t2 (=d/t) *d2 (=d/t) *l2 (=r/l) *l3 (=l/r) *l4 (=r~l) | *t2 (=d/t) *d2 (=d/t) *l2 (=r/l) *l3 (=l/r) *l4 (=r~l) | *t2 (=d/t) *d2 (=d/t) *l2 (=r/l) *l3 (=l/r) *l4 (=r~l) | (*c)                      | *ɟ                        |                           | *š                        |                           |                           | *g2 (=g/k)        | *g2 (=g/k)        | *g2 (=g/k)        | *g2 (=g/k)        | *g2 (=g/k)        |                                       |                                       |                                       |                                       |                                       | *ai                                   |                                       | *oi?                                  |
| F. PROTO-SUDÁNICO- CENTRAL  | F. PROTO-SUDÁNICO- CENTRAL  |          |          | *ɓ       | *f       | *v       | *mb      |                                                        | *ɗ                                                     | *tr?                                                   | *dr?                                                   |                                                        | (z*)                                                   | *nd                                                    | *c                        | *ɟ                        |                           | *š                        | *ž                        |                           |                   |                   | *ŋ~ ŋg            |                   | (*ʔ)              | *i~e, *e/i, *a~o, *o-u, *u/o          | *i~e, *e/i, *a~o, *o-u, *u/o          | *i~e, *e/i, *a~o, *o-u, *u/o          | *i~e, *e/i, *a~o, *o-u, *u/o          | *i~e, *e/i, *a~o, *o-u, *u/o          | (*ai)                                 |                                       |                                       |
| G. Berta                    | Gebeto                      | p~pʼ     | p~pʼ     |          | f-       |          |          |                                                        |                                                        |                                                        |                                                        | θ                                                      | z                                                      | nd                                                     |                           | ɟ                         |                           | š                         |                           |                           | k~kʼ              |                   | ŋg                | h                 | ʔ                 | ii, ee, aa, oo, uu                    | ii, ee, aa, oo, uu                    | ii, ee, aa, oo, uu                    | ii, ee, aa, oo, uu                    | ii, ee, aa, oo, uu                    | ii, ee, aa, oo, uu                    | ii, ee, aa, oo, uu                    | ii, ee, aa, oo, uu                    |
| H. Kunama                   | Kunama                      | (p)      |          |          | f        | v        | mb       |                                                        |                                                        |                                                        |                                                        |                                                        | (z)                                                    | nd                                                     | tʲ                        | dʲ                        |                           | sʲ                        |                           | ñdʲ                       |                   |                   | ŋg                | h                 |                   | ii, ee, aa, oo, uu                    | ii, ee, aa, oo, uu                    | ii, ee, aa, oo, uu                    | ii, ee, aa, oo, uu                    | ii, ee, aa, oo, uu                    | ai                                    | au                                    | oi                                    |
| I. Komano                   | Twampa                      | p,pʰ     | (pʼ)     |          |          | v        | mb       | t̪,d̪,t̪ʰ                                                 | d~ɗ                                                    | tr                                                     | dr                                                     |                                                        | z                                                      | nd                                                     | c,cʰ                      | ɟ,ʼɟ                      | cʼ                        | š                         |                           |                           | kʼ                | (ɠ)               |                   | (h)               | ʔ                 |                                       |                                       |                                       |                                       |                                       | ai                                    |                                       |                                       |
| I. Komano                   | Kwama                       |          | pʼ       |          | f        |          |          | sʼ                                                     | sʼ                                                     | sʼ                                                     | sʼ                                                     | sʼ                                                     | (z)                                                    |                                                        |                           |                           |                           | š                         |                           |                           | kʼ                |                   |                   | h                 | ʔ                 | ii, ee, aa, oo, uu                    | ii, ee, aa, oo, uu                    | ii, ee, aa, oo, uu                    | ii, ee, aa, oo, uu                    | ii, ee, aa, oo, uu                    | ai                                    |                                       |                                       |
| I. Komano                   | Komo                        |          | pʼ       | ɓ        |          |          |          | sʼ                                                     | sʼ                                                     | sʼ                                                     | sʼ                                                     | sʼ                                                     | z                                                      |                                                        |                           |                           |                           | š                         |                           |                           | (kʼ)              |                   |                   | h                 | ʔ                 | ii, ee, aa, oo, uu                    | ii, ee, aa, oo, uu                    | ii, ee, aa, oo, uu                    | ii, ee, aa, oo, uu                    | ii, ee, aa, oo, uu                    | ai                                    | au                                    |                                       |
| I. Komano                   | Opo                         |          |          | ɓ-       |          |          |          | tʼ                                                     | ɗ                                                      |                                                        |                                                        |                                                        |                                                        |                                                        | c                         | ɟ                         | cʼ                        | š                         |                           |                           | kʼ                |                   |                   | h                 | ʔ                 | ei                                    | ei                                    | ei                                    | ei                                    | ei                                    | ai                                    | au                                    |                                       |
| I. Komano                   | Gule                        |          |          |          | f        |          |          | -tʼ-                                                   | -ɗ                                                     |                                                        |                                                        |                                                        |                                                        | tʲ                                                     | ɟ, ɟʼ                     | ɟ, ɟʼ                     | (š)                       |                           |                           |                           |                   |                   |                   |                   |                   |                                       |                                       |                                       |                                       |                                       | ai                                    | au                                    |                                       |
| I. Komano                   | PROTO-KOM.                  | *p *pʰ?  | *pʼ      | *ɓ       |          |          | *mb      | *t̪,*t̪ʰ,*ɗ, *sʼ                                         | *t̪,*t̪ʰ,*ɗ, *sʼ                                         | *t̪,*t̪ʰ,*ɗ, *sʼ                                         | *t̪,*t̪ʰ,*ɗ, *sʼ                                         | *t̪,*t̪ʰ,*ɗ, *sʼ                                         | *t̪,*t̪ʰ,*ɗ, *sʼ                                         | *t̪,*t̪ʰ,*ɗ, *sʼ                                         |                           |                           |                           | *š                        |                           |                           | *kʼ *kʰ           | *ɠ                |                   | *h                | *ʔ                |                                       |                                       |                                       |                                       |                                       |                                       |                                       |                                       |
| J. Gumuz                    | Sai                         |          |          | ɓ        | f        |          | mb       | tʼ                                                     | ɗ                                                      |                                                        |                                                        |                                                        | z                                                      | nd                                                     | c                         | ɟ                         | cʼ                        | š                         | ž                         | ñɟ                        | kʼ~k              | kʼ~k              |                   | ŋg                | h                 | ʔ                                     | ɪ                                     | ɛ?                                    | aa, oo, uu, ai                        | aa, oo, uu, ai                        | aa, oo, uu, ai                        | aa, oo, uu, ai                        | aa, oo, uu, ai                        |
| J. Gumuz                    | Sesé                        | p        | (pʼ)     | (ɓ)      | f        |          |          | tʼ                                                     | ɗ=ḍ                                                    |                                                        |                                                        |                                                        | z                                                      |                                                        | c                         | ɟ                         | cʼ                        | š                         |                           |                           | kʼ                | (ɠ)               |                   | h                 | ʔ                 | ɪ                                     | ɛ?                                    | ə, ʌ                                  | ə, ʌ                                  | ə, ʌ                                  | ə, ʌ                                  | ə, ʌ                                  | ə, ʌ                                  |
| K. Kuliak                   | Ik                          | p        |          | ɓ        | f        |          |          |                                                        | ɗ                                                      |                                                        |                                                        |                                                        | z                                                      |                                                        | c                         | ɟ                         |                           |                           |                           |                           | (kʼ)              | ɠ                 |                   | h                 | ʔ                 | ɪ                                     | ɛ                                     | ə=ʌ                                   | ɔ                                     | ʊ                                     |                                       |                                       |                                       |
| K. Kuliak                   | Soo                         | p        |          | ɓ        |          |          |          | tʼ                                                     | ɗ                                                      |                                                        |                                                        |                                                        | z                                                      |                                                        | c                         | ɟʼ                        | ɟʼ                        |                           |                           |                           |                   | ɠ                 |                   |                   | ʔ                 |                                       | ɪ                                     | ɛ                                     | ʌ                                     | ɔ                                     | ʊ                                     |                                       |                                       |
| K. Kuliak                   | Nyangi                      | p        |          | ɓ        |          |          |          |                                                        | ɗ                                                      |                                                        |                                                        | lʲ                                                     |                                                        |                                                        | c                         | ɟʼ                        | ɟʼ                        |                           |                           |                           |                   | ɠ                 |                   |                   |                   |                                       |                                       | ɛ                                     |                                       | ɔ                                     | ʊ                                     |                                       |                                       |
| K. Kuliak                   | PROTO-KUL.                  | *p       |          | *ɓ       |          |          |          |                                                        | *ʣ                                                     |                                                        |                                                        | *hl                                                    | *z                                                     |                                                        | *c                        | *ɟʼ                       | *ɟʼ                       | *cʼ                       |                           |                           | *kʼ               | *ɠ                |                   | *h                |                   |                                       | *ɪ                                    | *ɛ                                    |                                       | *ɔ                                    | *ʊ                                    |                                       |                                       |
| L. Kadu                     | Krongo                      |          |          | b~ɓ      | f        |          | mb       |                                                        | d=ɗ                                                    | ṭ                                                      |                                                        |                                                        |                                                        | nd nt                                                  | c nc                      |                           |                           | š                         |                           |                           |                   |                   | ŋk                |                   |                   | ɪ, ɪɪ, ee?, ʌ, aa, oo, ʊ, ʊʊ, uu      | ɪ, ɪɪ, ee?, ʌ, aa, oo, ʊ, ʊʊ, uu      | ɪ, ɪɪ, ee?, ʌ, aa, oo, ʊ, ʊʊ, uu      | ɪ, ɪɪ, ee?, ʌ, aa, oo, ʊ, ʊʊ, uu      | ɪ, ɪɪ, ee?, ʌ, aa, oo, ʊ, ʊʊ, uu      | ɪ, ɪɪ, ee?, ʌ, aa, oo, ʊ, ʊʊ, uu      | ɪ, ɪɪ, ee?, ʌ, aa, oo, ʊ, ʊʊ, uu      | ɪ, ɪɪ, ee?, ʌ, aa, oo, ʊ, ʊʊ, uu      |

Los fonemas /b, m, w; t, d, l, r, n, s; y, (ñ); k, g, ŋ; i, e, a, o, u/ son prácticamente universales en todas las lenguas, al menos en posición inicial. Aunque alguno de ellos como /ñ/ no es fonémico en Kanuri, aunque existe como alófono de /s/ ante /i/, también falta en algunas lenguas de la subfamilia I. Los fonemas /c, ɟ/ pueden ser en algunas lenguas oclusivas y en otras africadas, aunque aquí se transcriben siempre con el signo de la oclusiva correspondiente. Los fonemas implosivos /*ɓ, *ɗ, *ʄ, *ɠ/, eyectivos /*pʼ, *tʼ, (*sʼ), *cʼ, *kʼ/ así como las prenasales /*mb, *nd, (*nt), *ñɟ, *ŋg/ solo parecen reconstructibles para la protolengua que dio lugar al núcleo y el grupo satélite, pero no para el proto-nilo-sahariano, aunque no están muy claras las innovaciones que ocurrieron para que este grupo desarrollara esos fonemas.

### Comparación léxica
Los numerales en las diversos grupos de lenguas nilo-saharinas:
| GLOSA | A PROTO- SONGAI | B PROTO- SAHARIANO | C PROTO- MABANO | D PROTO- FUR | E PROTO- SUD. OR. | F PROTO- SUD. CEN. | G PROTO- BERTA | H Kunama    | I PROTO- KOMANO | J Gumuz | K PROTO- KULIAK | L PROTO- KADU | PROTO- NILO- SAHARIANO |
| ----- | --------------- | ------------------ | --------------- | ------------ | ----------------- | ------------------ | -------------- | ----------- | --------------- | ------- | --------------- | ------------- | ---------------------- |
| 1     | *(a)fo          | *tulo-no           | *tuwa-ni        | *dok         |                   | *kaɗa              | *ɗukʼ-         | élla        | *ɗɛʔ            | mətá    | nardok†         | *ŋ-gɔttɔk     | *ɗéh                   |
| 2     | *hiŋka          | *sui               | *mbàːr          |              | *wari(?)          | *ri(-yo)           | *pɔːlaŋ        | barè        | *sʊkʼa          | m̩bánd   | *nɛɓɛʦ          | *-aarya       | *mbar                  |
| 3     | *hinza          | *akusu             | *kàsáŋgà-l      | *it          |                   |                    | *boːθe         | sāttê       | *dušVn          | ʔókag   | *iy-ɔn          | *-ɗɔɔna       | *ɔT1waːnz              |
| 4     | *taaki          | *dig- / *suitisui  | *aʧal-          | *oŋal        |                   | *sɔ-               | *baːnamu       | sàllè       | *dɔ̀gɔ̀n          | nzič    | *nowah          | *-giisʊ       |                        |
| 5     | *gu             | *βoɣu / *tur-      | *tuːr           | *wat         | *mud-(?) *tuːr    | *ᵐbuyi             | *makʼoːso      | kūssúmè     | *mbusʼ          | makʼus  | *tud            | *d̪ummu        |                        |
| 6     | *idu            | *desti             | *it̪-            |              |                   |                    | *makʼiɛra      | kōntá-llê   | *kana-ɗeʔ       | wàːt    |                 |               |                        |
| 7     | *iye            | *tur+2             | *mɪndɪr-sɪ(k)   | *ʊ-kːɛːl     |                   | *ciri              | *θa-pɔːlaŋ     | kōnta-́báárè | *kana-šuʔ-      | liçit   |                 |               |                        |
| 8     | *yaka           | *wasuku            |                 | *it-kːɛːl    |                   | *aro(m)            | *θa-boːθe      | kōn-sàttê   | *kana-tuš-      | sagot   |                 |               |                        |
| 9     | *yægga          |                    | *kada-li        |              |                   |                    | *θa-baːnamu    | élda-wdè    |                 | saːs    |                 |               |                        |
| 10    | *wey-           |                    | *ùtúk           | wèyè†        | *tɔmɔn            | *ɓutV              | *maθuːma       | ʃěb-è       | *kušu           | čikk    | tomin           |               |                        |
†Estas formas se encuentra solo en alguna lengua del grupo.
En cuanto al número de cognados reconstruidos la lista no es muy grande, y la mayoría de ellos se limitan a formas monosilábicas (que son menos significativas para descartar parecidos por azar), una lista de cognados seleccionados es la siguiente:
| PROTO-NILO- SAHARIANO         | A                        | B                                      | C                   | D                     | Ek     | En           | Fc                           | Fp     | G                       | H                  | I                    | J                      | K                | L               |
| ----------------------------- | ------------------------ | -------------------------------------- | ------------------- | --------------------- | ------ | ------------ | ---------------------------- | ------ | ----------------------- | ------------------ | -------------------- | ---------------------- | ---------------- | --------------- |
| *ar- 'lluvia, agua'           | har-i 'agua' (gao,zerma) | ɔr-ʊ-i 'río' (zagawa)                  | ar-ɛ 'lago' (aiki)  | roo 'río' (fur)       | ar     | ar           | ar-(a) 'estación de lluvias' |        | rɔ (berta)              | (ŋ)oo'r-a (kunama) | wɔrr 'río' (t'wampa) |                        | *(w)ar- (kuliak) |                 |
| *kOr- 'costilla, costado'     |                          |                                        | kol-on (maba, aiki) |                       |        |              |                              | -gar-a | k'aar-a 'hueso' (berta) |                    | gwar (t'wampa)       | k'al-a 'cuerno' (sesé) |                  |                 |
| *go 'rana, tortuga'           |                          |                                        |                     |                       | g(w)o- | gɔ-gi        |                              |        |                         |                    | gɔ (gulé)            |                        |                  | -gɔ (krongo)    |
| *tuf- 'escupir'               | tuf-a                    | təf-a (kanuri)                         | tuf 'masalit'       |                       | tuf    | tuf~tuw, tuy | tiɓ-i                        | tɯ     |                         |                    | tu-,pʊt (kwama)      |                        |                  | ptu (krongo)    |
| *kol-~*kul- 'redondo, anillo' | gur, kɔr (songai)        | kuli, kuri (teda, tubu) kuru- (zagawa) |                     | kɔrr- 'curvado' (fur) | kɔr    | kUr          |                              |        | -gol-, -gor- (berta)    | -gul- (kunama)     | k'ol- (t'wampa)      | -k'ul- (sai)           |                  | gull- (tulishi) |